# Polioxolmis rufipennis
A Polioxolmis rufipennis a madarak (Aves) osztályának verébalakúak (Passeriformes) rendjébe a királygébicsfélék (Tyrannidae) családjába tartozó Polioxolmis nem egyetlen faja.

## Előfordulása
Argentína, Bolívia és Peru területén honos.

## Alfajai
- Polioxolmis rufipennis bolivianus
- Polioxolmis rufipennis rufipennis